# Studierendenwerk
Ein Studierendenwerk oder Studentenwerk ist eine Einrichtung an Hochschulen zur sozialen Betreuung der dort Studierenden. Die Studierendenwerke sind in Deutschland für die Förderung der sozialen, wirtschaftlichen und kulturellen Belange der Studierenden zuständig. Ursprünglich entstanden als studentische Selbsthilfeeinrichtungen, sind sie heute durch Ländergesetze geregelt und nahezu alle als Anstalten des öffentlichen Rechts organisiert.
Die derzeit 57 Studierendenwerke Deutschlands sind durch landesgesetzlich festgelegte Zuständigkeiten für eine oder mehrere Hochschulen und Städte räumlich voneinander abgegrenzt. Ihre Größe ist sehr unterschiedlich, sie reicht von ca. 1.300 bis 125.000 Studierenden im Zuständigkeitsgebiet und von 11 bis 790 Beschäftigte. Die Studierendenwerke arbeiten im Dachverband Deutsches Studierendenwerk (DSW) zusammen.

## Geschichte
Die ersten Studentenwerke entstanden nach dem Ersten Weltkrieg, als viele Studenten durch Kriegs- und Inflationsfolgen nur mit Mühe ihr Studium finanzieren konnten. 1921 schlossen sich die lokalen studentischen Selbsthilfevereine, akademischen Hilfswerke etc. auf dem 4. Deutschen Studententag in Erlangen zur Wirtschaftshilfe der Deutschen Studentenschaft zusammen. Durch die politische Entwicklung innerhalb der Deutschen Studentenschaft selbst kam es aber bereits im Verlauf der 1920er Jahre zu einer zunehmenden Entfremdung zwischen beiden Organisationen, die sich schließlich 1929 in der Umbenennung der Wirtschaftshilfe in Deutsches Studentenwerk (DSW) niederschlug.
In der Zeit des Nationalsozialismus wurde das DSW 1934 als Reichsstudentenwerk in eine reichsunmittelbare Anstalt des öffentlichen Rechts überführt, der neugeschaffenen Reichsstudentenführung unterstellt und den politischen Zielen des NS-Regimes unterworfen; die örtlichen Studentenwerke wurden aufgelöst und als unselbstständige Teilanstalten in das Reichsstudentenwerk mit Sitz in Berlin überführt.
Nach dem Zweiten Weltkrieg wurde das Reichsstudentenwerk aufgelöst und in Westdeutschland die örtlichen Studentenwerke neu gegründet – zumeist in der Form von eingetragenen Vereinen oder Stiftungen. Diese schlossen sich 1950 erneut zu einem lockeren Verband Deutscher Studentenwerke zusammen, der 1956 wieder den alten Namen Deutsches Studentenwerk (DSW) annahm. Ab 1957 wurden die Studentenwerke mit der Abwicklung der allgemeinen Studienförderung nach dem Honnefer Modell – einem Vorläufer des heutigen BAföG – betraut, seit 1960 wurde zudem der Bau von Studentenwohnheimen forciert. Da beide Aufgaben in steigendem Maße aus öffentlichen Zuschüssen finanziert wurden, verloren die Studentenwerke mehr und mehr ihren Charakter als studentische Selbsthilfeeinrichtungen. Dagegen wandten sich der damalige Verband Deutscher Studentenschaften und die Westdeutsche Rektorenkonferenz und forderten, die Studentenwerke (wieder) stärker in die Obhut der Studentenschaften bzw. der Hochschulen zu überführen. Im Zuge der Einführung des BAföG, dessen Administration ebenfalls den Studentenwerken übertragen wurde, wurden diese jedoch Anfang der 1970er Jahre nahezu flächendeckend in Anstalten des öffentlichen Rechts überführt.
In der DDR gab es bis 1990 keine Studentenwerke. Mensen, Wohnheime und weitere soziale Einrichtungen wie z. B. Kinderkrippen und Kindergärten für die Studierenden wurden stattdessen von den Hochschulen und Universitäten betrieben. Ebenso wurden die staatlichen Stipendienzahlungen über die Hoch- und Fachschulen abgewickelt. Im Zuge der Wiedervereinigung wurden auch in Ostdeutschland 1990 wieder Studentenwerke nach westdeutschem Vorbild eingerichtet, die ebenfalls Mitglied im Deutschen Studentenwerk wurden. Bei der Einrichtung dieser neuen Anstalten setzte sich das DSW für weitgehende Mitspracherechte der Studierenden ein. So stellen diese in den Gremien der ostdeutschen Studierendenwerke oftmals die Hälfte der Mitglieder.
Im Zuge der sprachlichen Gleichbehandlung von Frauen und Männern haben mehrere Bundesländer ihre Studentenwerke in Studierendenwerke umbenannt: Rheinland-Pfalz (2003), Hamburg (2005), Baden-Württemberg (2014), Mecklenburg-Vorpommern und Nordrhein-Westfalen (2015), Berlin und Thüringen (beide 2016) sowie Bremen (2018). In Hessen wurde die Entscheidung über ihren Namen den einzelnen Studierendenwerken überlassen, woraufhin sich jene in Darmstadt und Kassel in Studierendenwerk umbenannten. 2022 wurde auch der Dachverband DSW in Deutsches Studierendenwerk (DSW) umbenannt. Die Umbenennungen stießen vor allem wegen der damit verbundenen Kosten wiederholt auf Kritik.

## Aufgaben
In der Praxis übernehmen die Studierendenwerke heute folgende Aufgaben:
- Betrieb von Mensen und Cafeterien; insgesamt gab es Ende des Jahres 2013 875 gastronomische Einrichtungen mit 236.136 Tischplätzen[7]
- Verwaltung und Betrieb von Wohnheimen mit ca. 184.000 Wohnheimplätzen (Ende 2013)[7]
- Studienfinanzierung im Rahmen des BAföG (Ausnahme: Rheinland-Pfalz – hier sind die BAföG-Ämter Teil der Hochschule) und darüber hinaus
- Betreuung von ausländischen Studenten (etwa 265.000 im Studienjahr 2012[7])
- psychologische und soziale Beratungen sowie Rechtsberatungen
- Gewährung von Darlehen und sozialer Unterstützung
- Kinderbetreuung für studierende Eltern
- kulturelle Angebote (u. a. Fördern von Studentenclubs)

## Rechtsform, Finanzierung und Organisation
Studierendenwerke sind von den Hochschulen unabhängige, rechtlich selbstständige Einrichtungen und arbeiten meist in der Rechtsform der Anstalt des öffentlichen Rechts, wobei ihre Arbeit in den Bildungsbereich fällt und daher durch Landesgesetze (Landeshochschulgesetze oder eigenständige Studierendenwerksgesetze) geregelt ist. Sie finanzieren sich aus staatlichen Zuschüssen (mehrheitlich der Bundesländer, aber auch des Bundes), aus Sozialbeiträgen, die alle Studenten bezahlen müssen und aus Umsätzen, zum Beispiel Einnahmen in der Mensa oder Mietbeträge. Die Umsätze aus den Mensen sind steuerfrei.
Neben dem BAföG, das als direkte individuelle Studienfinanzierung gesehen werden kann, sind Studierendenwerke durch den staatlichen Zuschuss ein weiteres Mittel der Studienfinanzierung, die in diesem Fall als indirekte Studienfinanzierung bezeichnet wird.
Studierendenwerke werden von hauptamtlichen Geschäftsführern geleitet, in grundsätzlichen Fragen entscheiden jedoch ehrenamtliche Gremien (Vorstand, Verwaltungsrat), die auch für die Aufsicht über die Geschäftsführung zuständig sind. Mitglieder in diesen Gremien sind, je nach Bundesland, Vertreter der Hochschulen, der Studierendenschaft, der Bediensteten des Studierendenwerks, der Landesregierungen oder externe Personen.

## Deutsches Studierendenwerk

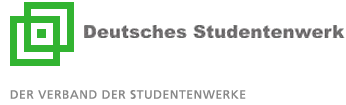
Logo des Deutschen Studierendenwerks aus dem Jahr 2016 (damals noch Deutsches Studentenwerk)

Die 57 Studenten- und Studierendenwerke in Deutschland sind im bundesweiten Dachverband Deutsches Studierendenwerk (DSW) zusammengeschlossen. Seine Aufgabe ist zum einen der Erfahrungs- und Wissensaustausch sowie Weiterbildungsmaßnahmen für die örtlichen Studierendenwerke. Zum anderen versteht sich das DSW auch als sozialpolitische Interessenvertretung der Studenten. Zur Entstehung des DSW in der Weimarer Republik vgl. Geschichte
Besonders bekannt ist das DSW für seine seit 1952 alle drei Jahre erscheinende Sozialerhebung zur „wirtschaftlichen und sozialen Lage der Studierenden“ in Deutschland. Sie bildet die Grundlage für einen großen Teil der Arbeit im Bereich der studentischen Sozialpolitik.
Das Deutsche Studierendenwerk hat seinen Sitz in Berlin. Seit 1. Oktober 2021 ist Matthias Anbuhl dessen Vorstandsvorsitzender. Beate Schücking ist seit dem 1. Januar 2023 Präsidentin des Deutschen Studierendenwerks.

## Internationaler Vergleich
Die wirtschaftliche und soziale Betreuung von Studenten ist international sehr unterschiedlich gelöst, wobei das deutsche System der von den Hochschulen losgelösten, selbstständigen Betreuungseinrichtungen eher selten ist. In vielen Ländern werden die hier beschriebenen Aufgaben, insbesondere die Verwaltung und der Betrieb von Mensen und Wohnheimen, von den Hochschulen selbst übernommen. In anderen Fällen werden solche Einrichtungen – hier dann vor allem Wohnheime – von den Studentenvertretungen betrieben.
Mit Deutschland vergleichbar ist vor allem das französische System. Hier gibt es das ebenfalls von den Hochschulen losgelöste Centre national des œuvres universitaires et scolaires (CNOUS), das auf nationaler Ebene organisiert ist. Darüber hinaus gibt es die Centre régional des œuvres universitaires et scolaires (CROUS), die sich auf regionaler Ebene für die Belange der Studenten einsetzen. Zu ihren Aufgabengebieten gehören studentische Unterkünfte, der Unterhalt von Mensen, finanzielle Unterstützung und Stipendien sowie der Empfang internationaler Studenten, die in Frankreich ein Auslandsstudium absolvieren. Zwischen den deutschen Studierendenwerken und ihrem französischen Pendant gibt es jährliche Treffen sowie einen Austausch über Arbeitsgruppen, um mittels internationaler Kooperation eine Verbesserung der eigenen Arbeit zu ermöglichen und die deutsch-französische Freundschaft zu unterstreichen.